# Obeza semifumipennis
Obeza semifumipennis is een vliesvleugelig insect uit de familie Eucharitidae. De wetenschappelijke naam is voor het eerst geldig gepubliceerd in 1911 door Girault.